# Municipio di Rostock

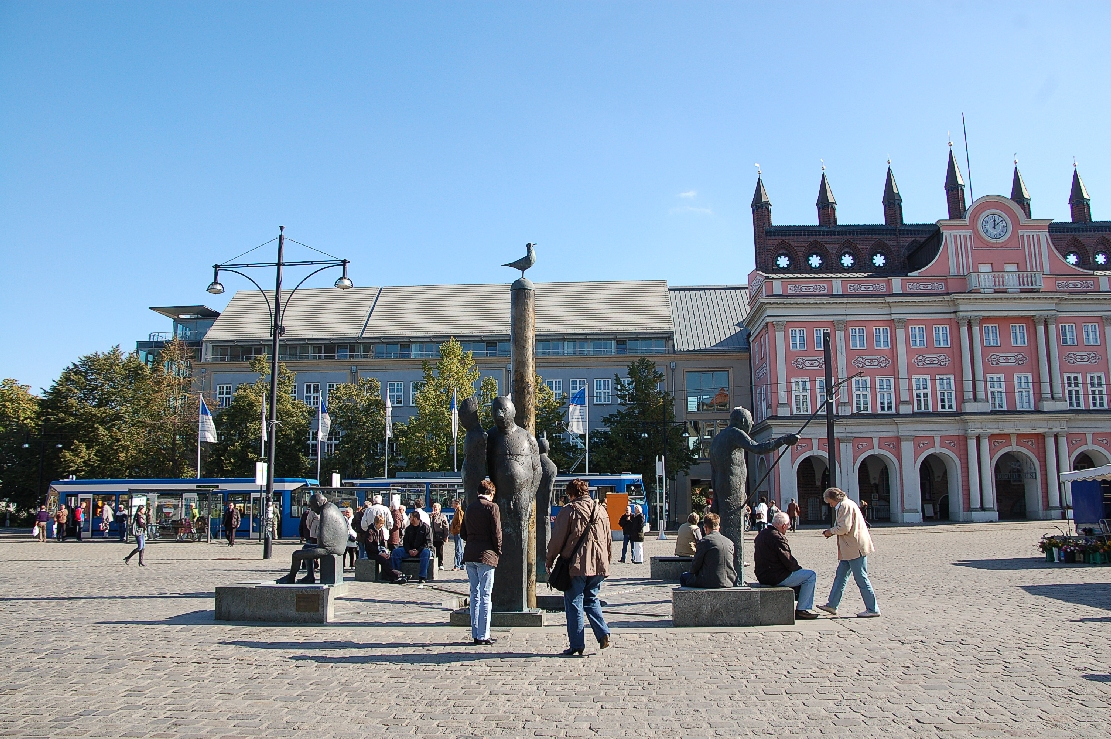
Rostock (Germania): il Neuer Markt con il municipio

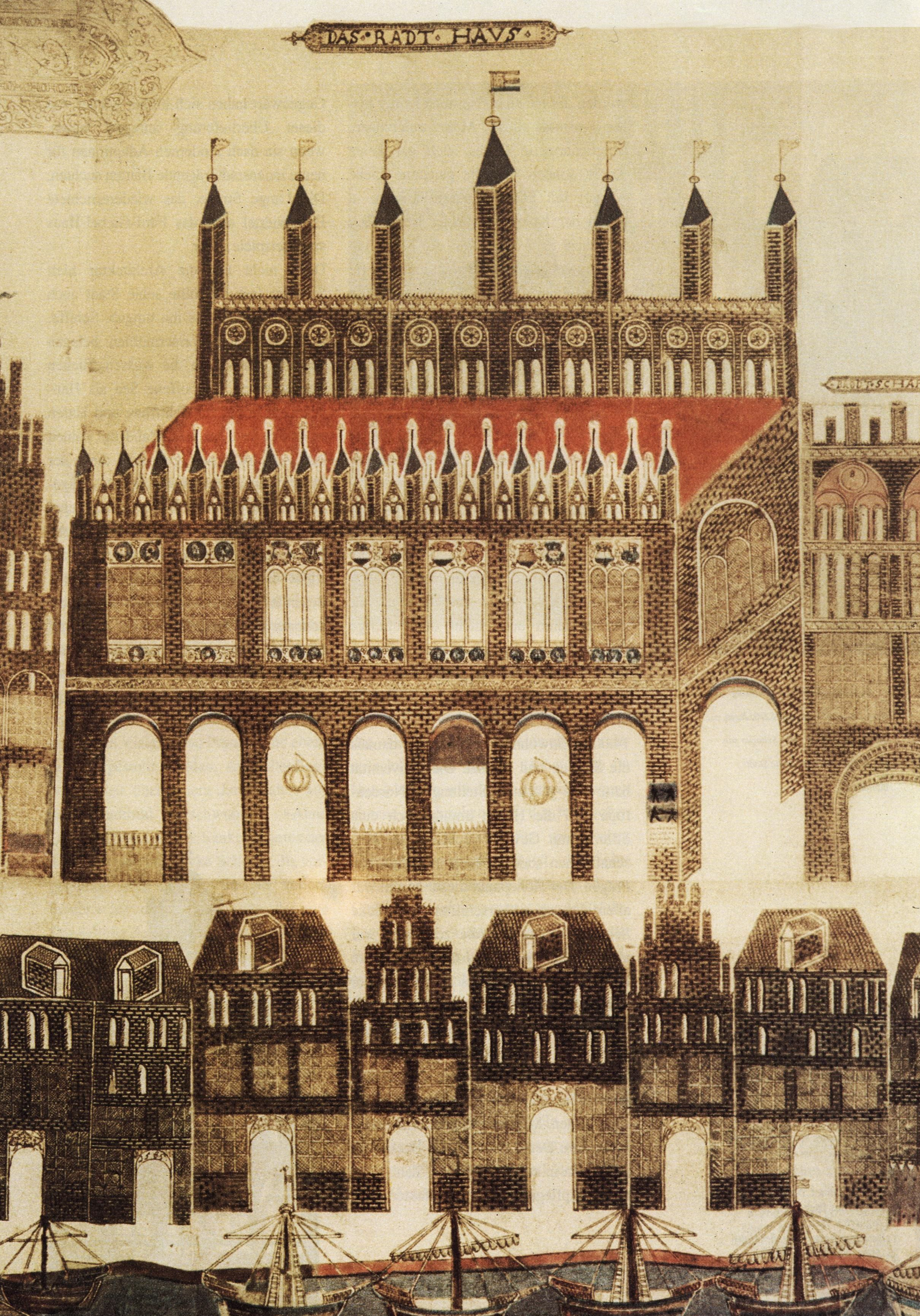
Il Municipio di Rostock nel XVI secolo

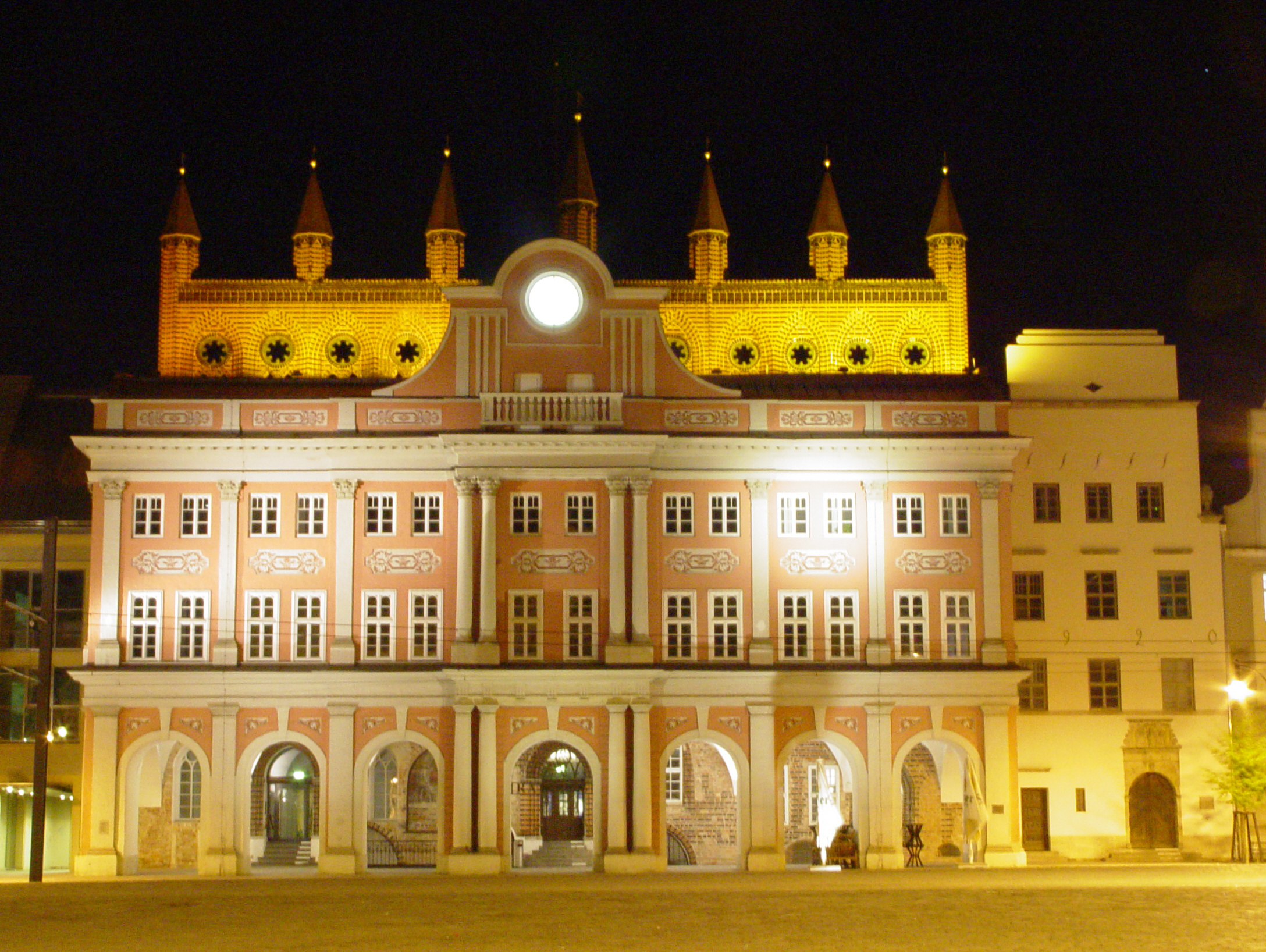
Immagine in notturna del municipio di Rostock

Il Municipio di Rostock (in tedesco: Rostocker Rathaus) è uno storico edificio del Neuer Markt ("Mercato Nuovo") di Rostock, in Germania. Fu costruito in stile gotico baltico nel XIII secolo; tra il 1727 e il 1729 venne aggiunta una facciata barocca.

## Ubicazione
Il municipio di Rostock occupa parte del lato orientale del Neuer Markt, nei pressi di un quartiere storico con edifici del XV secolo (come la Kerkhoffhaus e la Walldienerhaus).

## Caratteristiche
L'edificio presenta - come detto - una facciata barocca. Dietro ad essa, campeggiano le sette torrette gotiche dell'edificio originario.

## Punti d'interesse

### Esterni

#### Il serpente del municipio
Alcune colonne all'esterno del municipio sono decorate con la figura di un serpente: pare che tale tipo di decorazione, più volte distrutta o rubata, risalga almeno al XVIII secolo.

Il serpente simboleggerebbe la saggezza delle decisioni prese nel municipio.
|  |

### Interni

#### Ratskeller
Nel piano-terra del municipio è ubicata la Ratskeller (letteralmente: "cantina del municipio"), il più antico ristorante della città, che presenta delle volte risalenti al Medioevo.